# غلفه مقدس

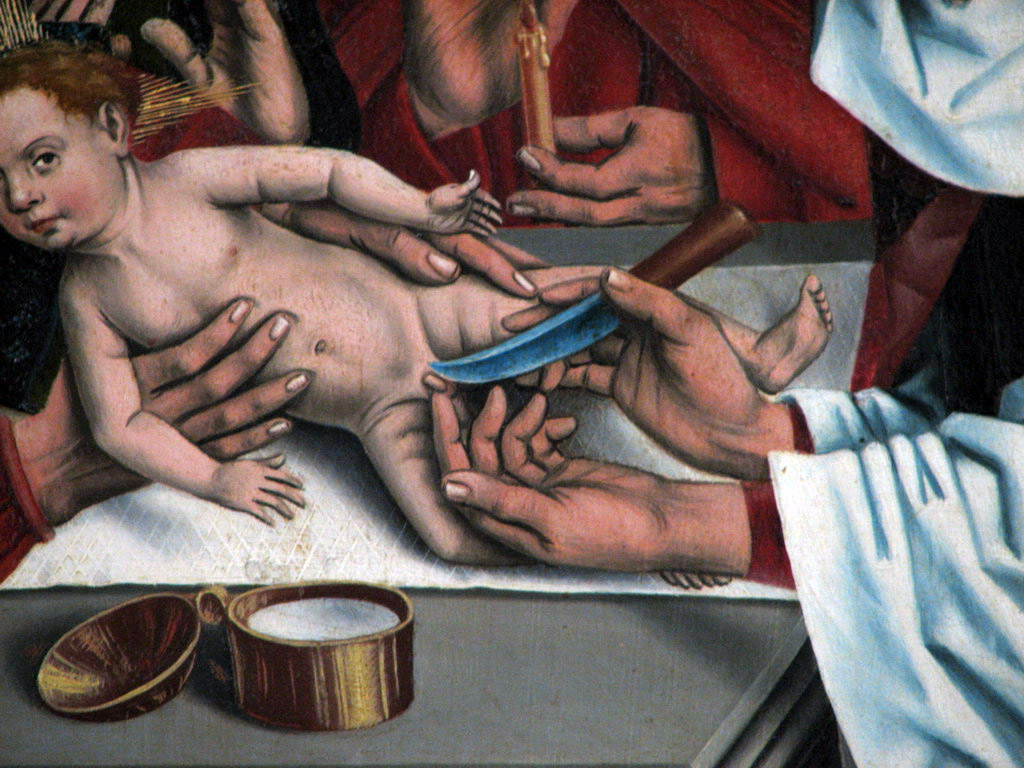
ختنه کردن مسیح اثر فردریک هرلین.

غلفه مقدس یکی از یادگارهای مقدس متعدد منتسب به عیسی است، که محصول ختنه عیسی است. در نقطه‌های متعددی در تاریخ، گاه همزمان، شماری از کلیساها در اروپا مدعی مالکیت بر غلفه عیسی شده‌اند. قدرت‌های گوناگون معجزه‌آسایی به آن منتسب شده‌است.

## تاریخ و ادعاهای رقیب
همه پسران یهودی ملزم هستند که روز هشتم پس از ولادت ختنه شوند؛ جشن ختنه مسیح که هنوز توسط بسیاری از کلیساهای جهان جشن گرفته می‌شود، در روز ۱ ژانویه رخ می‌دهد. لوقا ۲: ۲۱ (نسخه شاه جیمز)، می‌گوید: «۲۱ و چون روز هشتم، وقت ختنه طفل رسید، او را عیسی نام نهادند، چنانکه فرشته قبل از قرار گرفتن او در رحم، او را نامیده بود»
آثار باقیمانده از یادگار غلفه عیسی در قرون‌وسطی در اروپا پدیدار شدند. اولین مورد ثبت‌شده از رویت چنین پدیده ای در ۲۵ دسامبر ۸۰۰ میلادی بود که شارلمانی وقتی پاپ لئو سوم او را به عنوان امپراتور تاج گذاری کرد به پاپ لئو سوم داد. شارلمانی مدعی بود که این یادگار غلفه در حالی که در کلیسای مقدس دعا می‌خواند توسط فرشته‌ای برای او آورده شده‌است، هر چند که منبع کلاسیک عادی تری می‌گوید این هدیه عروسی ای از ملکه بیزانس ایرن آدلر بوده‌است.